# 希思維爾 (伊利諾伊州)
希斯維爾（英語：Heathsville）是位於美國伊利諾伊州克勞福德縣的一個非建制地區。該地的面積和人口皆未知。

## 地理
希斯維爾的座標為39°53′08″N 87°34′04″W / 39.88556°N 87.56778°W，而該地的平均海拔高度為150米（即492英尺）。